# Berneck
Berneck je obec ve švýcarském kantonu St. Gallen. Nachází se na východě kantonu, nedaleko hranic s Rakouskem. Žije zde přibližně 4 000 obyvatel.

## Geografie
Berneck se nachází v kantonu St. Gallen na východě Švýcarska na hranici s Rakouskem v nadmořské výšce kolem 420 metrů a má rozlohu 5,62 km². Jako součást údolí Alpského Rýna je Berneck zasazen do několika bočních sníženin údolí Rýna u St. Gallenu, na úpatí severovýchodního úpatí Appenzellského pohoří, které se v závislosti na klasifikaci počítají k Centrálním nebo Západním Alpám.
K obci Berneck patří kromě centra obce také vesnice Kobel, Rüden, Taa, Husen, Hinterburg, Buechholz a část obce Heerbrugg.
Mezi nejsevernějším úpatím Appenzellského pohoří na západě a horským výběžkem Rosenberg na jihu se rozkládá historické centrum obce, které je zapsáno na spolkovém seznamu památek národního významu (ISOS). Podél jižního okraje obce protéká východním směrem řeka Littenbach, která se vlévá do kanálu Rheintaler Binnenkanal. Na severním okraji obce, poblíž Schlifi, protéká Kübach přes Berneck směrem k Au. Severněji, poblíž obce Au na poněkud vyšší náhorní plošině, leží osada Kobel a severozápadně, rovněž na náhorní plošině, se nachází osada Rüden, která se dělí na Ober- a Unterrüden. Na západě na svazích masivu Appenzeller Vorderland leží vesnice Taa, na jihu vesnice Husen a na jihovýchodě mezi úpatím Appenzeller Voralpen vesnice Hinterburg.
Obec Berneck má společné hranice s dalšími čtyřmi politickými obcemi nebo okresy. Dvě z nich, Au a Balgach, leží ve stejném volebním okrese, okres Oberegg v kantonu Appenzell Innerrhoden a obec Walzenhausen v kantonu Appenzell Ausserrhoden.

## Historie

Letecký pohled (1923)

První zmínka o tomto místě pochází z roku 892 pod názvem Farniwang. Tato listina, pergamen o rozměrech 37 × 15,5 cm s inventárním číslem IV 445, je uložena v archivu opatství St. Gallen. Listinu ověřil Notker Balbulus ze St. Gallenu. Svědčí o udělení lenního práva na statek Farniwang bohatému alamanskému kupci Wolfherovi, který jej předtím převedl na klášter v St. Gallenu. Název místa byl zřejmě kvůli mezerám v listině změněn.
Po roce 895 se již tento název místa v listinách neobjevuje, protože další písemné prameny jsou o více než 300 let mladší.
Od roku 1210 se stává Bernanc, což je odvozeno od staršího Berinwanc (Flur des Bero). Později se z něj stalo melodičtější Bernang (též Bernag) a jako produkt oslabení koncových slabik se v 19. století ustálilo jméno Bernegg a nakonec Berneck.
Opatství St. Gallen bylo držitelem dolního dvora a patronátního práva kostela v Bernecku, který pochází pravděpodobně z 9. století a je zmiňován v roce 1225, a nejvýznamnějším majitelem pozemků. Hrad Rosenburg, připomínaný v roce 1210, byl ve 14. a 15. století v držení rosenberských ministeriálů ze St. Gallenu jako klášterní léno, v roce 1505 přešel od Muntprata von Spiegelberg z Kostnice zpět na opatství a v letech 1518 až 1798 byl sídlem opatských vyšších hofmistrů. Poté zchátral. Zbytky zdí jsou patrné dosud. Až do helvétské éry patřil Berneck k hofmistrovství Rheintel a sdílel jeho dějiny vlády. Od politické obce Berneck, která vznikla v roce 1803, se Au oddělilo spolu s Monsteinem v roce 1805.

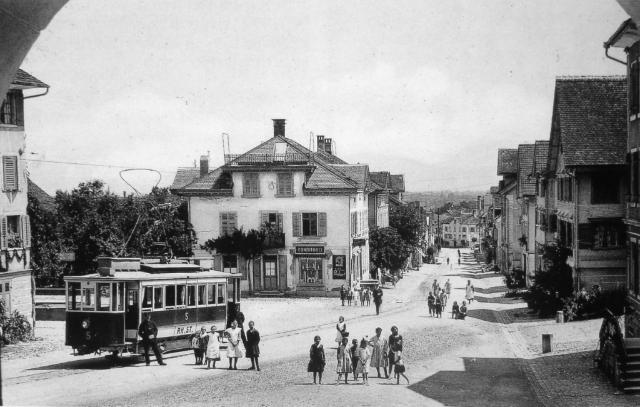
Tramvaj v Bernecku

Poté, co se revoluční snahy v době reformace v roce 1528 nesetkaly s trvalým úspěchem, byl kostel paritně využíván až do postavení evangelického kostela (1937). K Bernecku byly do roku 1504 církevně patřily Widnau, Diepoldsau a rakouské Lustenau, do roku 1687 Reute a do roku 1804 katolíci z Au. K evangelické farnosti Berneck patří Au dosud.
Soudní právo obnovené v roce 1459, pozdně středověká radnice a týdenní trh zmiňovaný v roce 1543 dokládají komunální vývoj. V zemědělství nejpozději od 15. století převládalo vinařství, které je od roku 1903 organizováno jako družstvo. Vedle toho se provozovalo mlékařství, chov dobytka a orná půda a také vesnická řemesla. V roce 1848 Berneck z velké části zničil rozsáhlý požár. V roce 1874 byl zahájen provoz dostavníku do Heidenu a v roce 1897 elektrické tramvaje Altstätten–Berneck. Po roce 1900 se v návaznosti na rozvoj dopravní sítě prosadil vyšívací průmysl a tradiční drobné živnosti byly vytlačeny. Od roku 1970 se rozvíjí průmysl se zpracováním kovů a dřeva a textilní průmysl a obchod. V roce 1990 poskytovaly téměř 1300 pracovních míst. Převážná většina zaměstnaných v Bernecku je zaměstnána ve druhém (64 %) a třetím (27 %) sektoru hospodářství.

## Obyvatelstvo

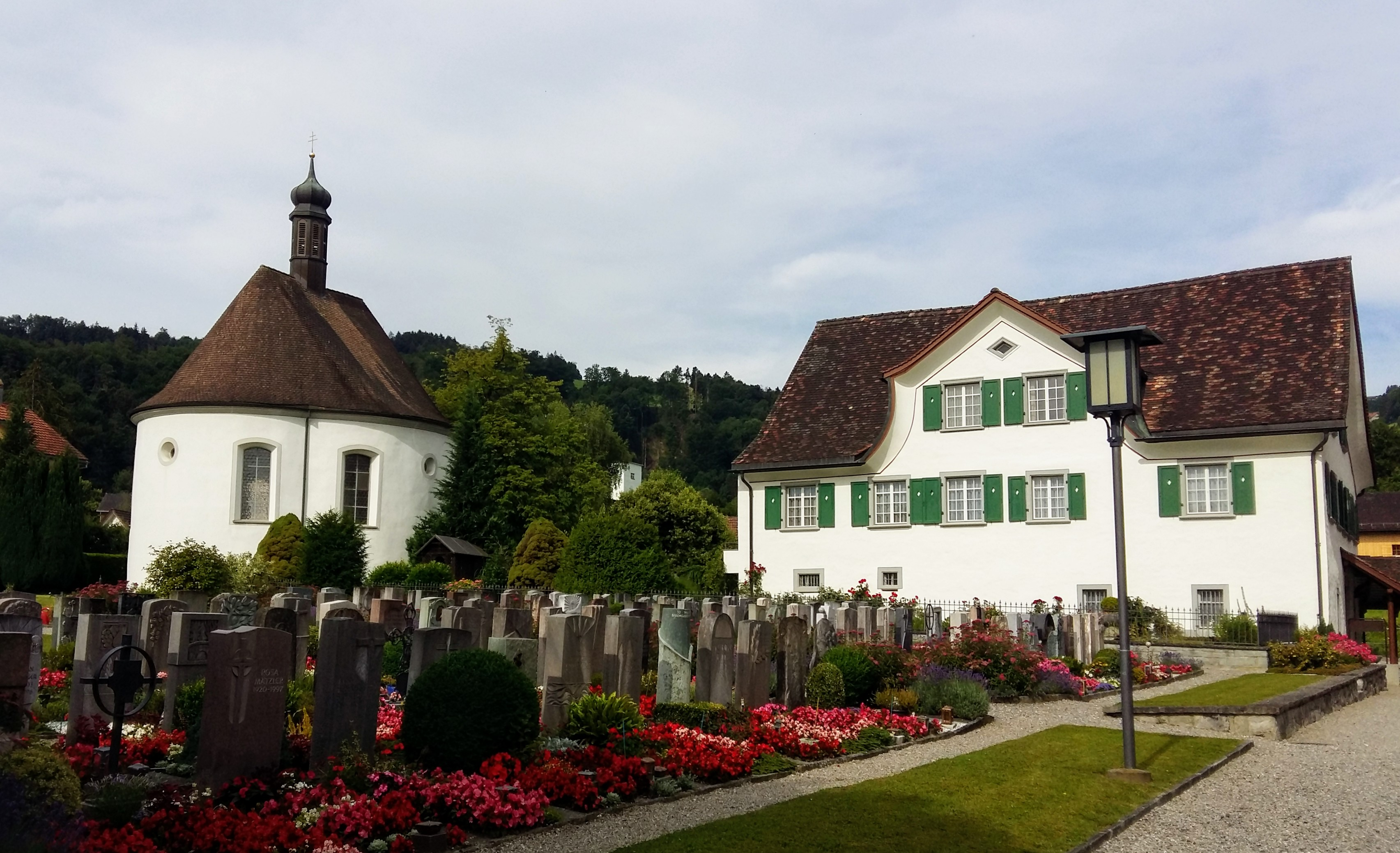
Kostel s hřbitovem

| Rok            | 1850 | 1860 | 1870 | 1880 | 1888 | 1900 | 1910 | 1920 | 1930 | 1941 | 1950 | 1960 | 1970 | 1980 | 1990 | 2000 | 2010 |
| Počet obyvatel | 2040 | 1999 | 2129 | 2226 | 2308 | 2250 | 2309 | 2159 | 2096 | 2225 | 2390 | 2575 | 2721 | 2793 | 3087 | 3389 | 3692 |

## Hospodářství

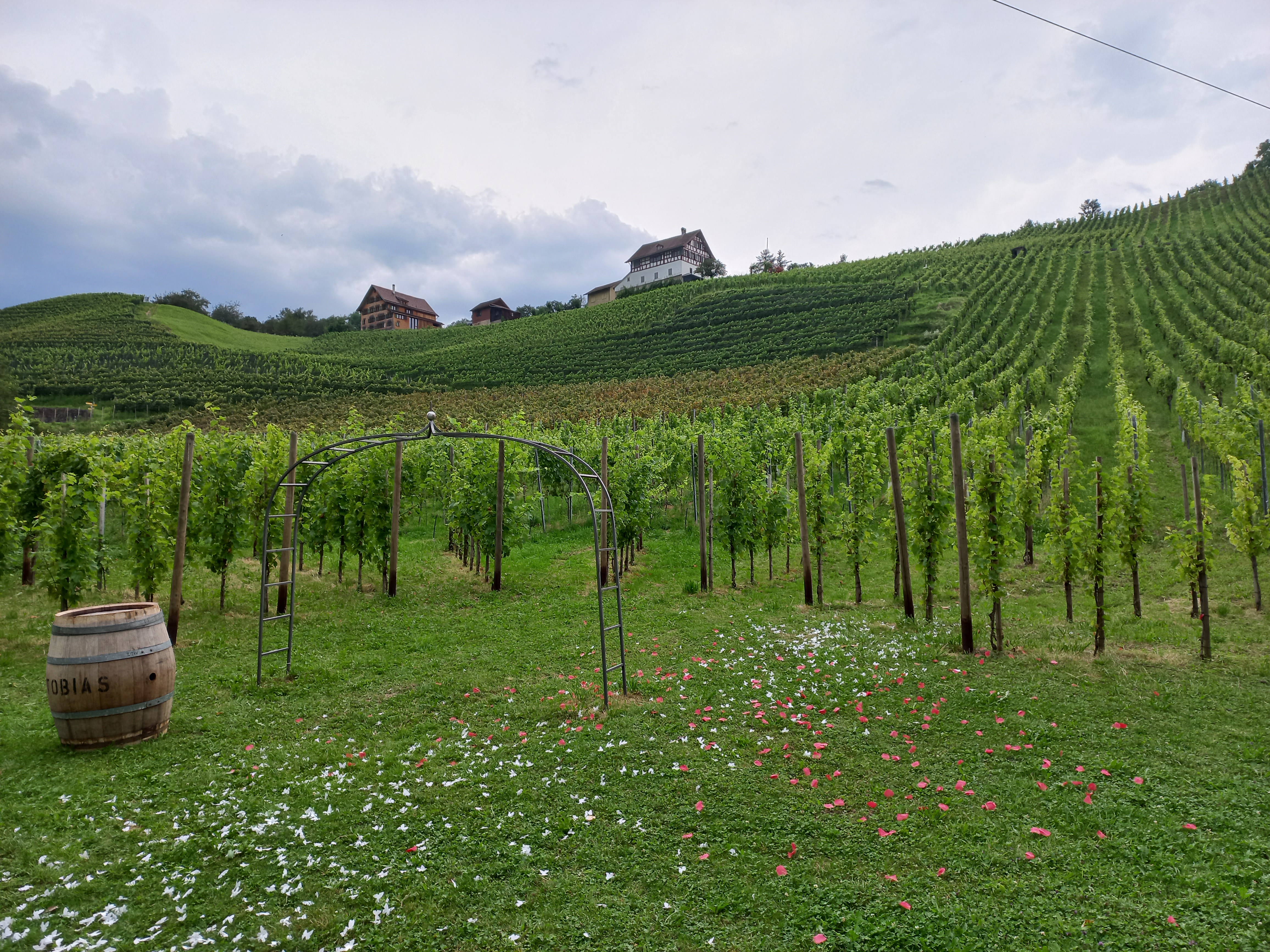
Vinice v Bernecku

V roce 1500 získal Berneck právo pořádat trhy, které se obvykle uděluje pouze městským sídlům.
V Bernecku dominuje vinařství nejpozději od 15. století, což je doloženo již v listině (892) pro první zmínku. Zmiňuje se o vinicích ve Farniwangu. Berneck je i dnes největší vinařskou obcí v kantonu St. Gallen s 42 hektary obdělávané půdy. V roce 2019 sklidili vinaři v Bernecku 217 064 kilogramů hroznů, tedy celých 21 % sklizně v celém kantonu St. Gallen.
Stejně jako v mnoha dalších obcích v údolí Rýna v kantonu St. Gallen se i v Bernecku vařilo pivo. Pivovar v Bernecku, založený v 17. až 18. století, přestal vařit pivo již na počátku 20. století. Pouze výčepní místnost berneckého pivovaru byla po požáru obce v roce 1848 obnovena a zachovala se dosud jako Restaurant Brauerei (zkráceně Braui). V roce 1886 byl založen obchodní spolek Berneck, který sdružoval 73 podniků, v roce 1903 bylo založeno vinařské družstvo Berneck.

## Doprava

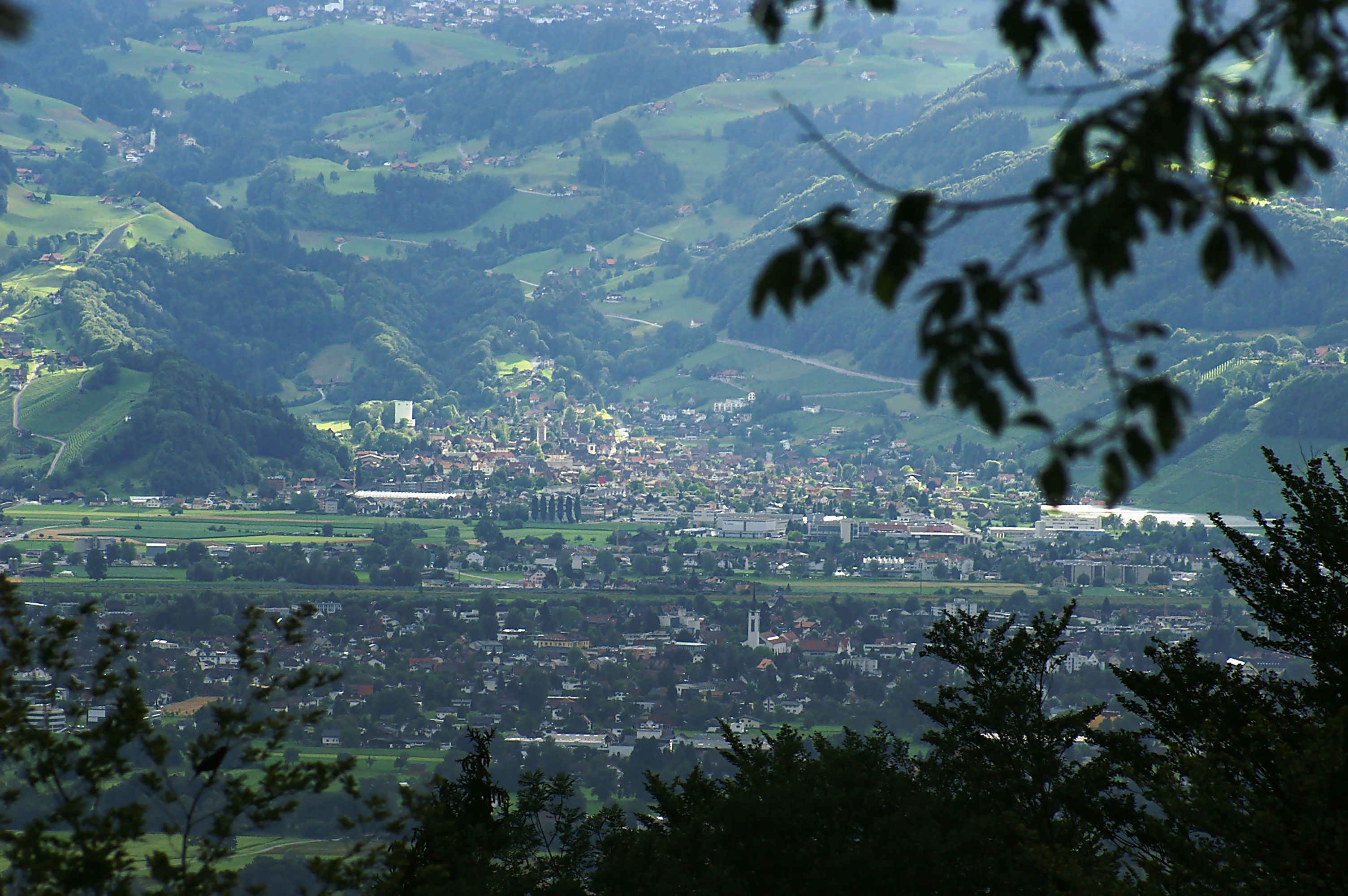
Pohled na obec

Díky silnici Taastrasse má Berneck historické spojení s oblastí Appenzellu. Nejdůležitější z nich vede přes Oberegg do Heidenu v kantonu Appenzell Ausserrhoden. V roce 1700 je zmiňována cesta z Monsteinu do Bernecku Thalwinkel. V roce 1788 jsou již zmiňovány přívozy ve Schmitteru (směrem na Hohenems) a v Monsteinu (směrem na Bregenz), později přibyl jeden v Oberen Far (dnes Oberfahr) do Lustenau. Monstein (statek Widnau-Haslach) byl jako křižovatka v ose Bregenz – Rheineck – Altstätten důležitým přechodem přes Rýn a silnice přes Berneck do Appenzellerlandu byla důležitou dopravní cestou. V následujících letech získalo největší význam spojení do Diepoldsau, a tím i Alte Landstrasse do Heerbruggu, protože zde bylo přímé přívozní spojení do Hohenemsu.
S výstavbou mostů, v Monsteinu v roce 1867 a v Oberfahru v roce 1878, se Berneck stále více stával dopravním uzlem. Kvůli strmé cestě do Appenzellu bylo často nutné překládat stále rostoucí objemy nákladu. V roce 1864 byla dokončena silnice do Walzenhausenu, významného centra obchodu s dobytkem a vznikajícího lázeňského střediska. Po roce výstavby byl v roce 1867 otevřen první úsek nové silnice do Obereggu. Poté byla jízda z kopce po strmé Taastrasse zakázána, protože začíná také v Sondereggu. Kompletní, a tedy mnohem méně strmá silnice do Obereggu byla dokončena v roce 1872. V roce 1882 byla dokončena silnice do Oberfahru. Tím vzniklo důležité silniční spojení z Bernecku do Lustenau, zejména s ohledem na majetky obce Berneck v Lustenauer Riet. V roce 1894 byla silnice do Heerbruggu přeprojektována, úsek Schlossbrugg - Unterdorf byl napřímen tramvajovou silnicí a také rozšířen, aby byl připraven pro tramvajovou trať Altstätten-Berneck, která byla rovněž plánována. S otevřením úseku státní silnice č. 13 St. Margrethen – Widnau (– Bellinzona) v roce 1964 a s novou výstavbou Auerstrasse získal Berneck další spojení pro moderní individuální dopravu.

### Veřejná doprava
V roce 1844 byla ve Švýcarsku otevřena první trať (ze Štrasburku) do Basileje, čímž začala éra železnic. Již v roce 1852 začal boj o umístění železniční stanice pro obce Berneck, Balgach, Diepoldsau a Widnau společnosti Südostbahn, která plánovala trať do údolí Rýna. Balgach chtěl nádraží v Müllakeru, zatímco Berneck, Diepoldsau, Rebsteiner a Marbacher byly pro umístění v Heerbruggu. Karl Völker daroval obyvatelům Bernecku pozemky pro stavbu nádraží v Heerbruggu, čímž získal rozhodující výhodu. V roce 1885 byla pod hlavičkou nyní již Spojených švýcarských drah otevřena železniční trať z nádraží Rorschach přes Sargans do Churu. Její stanice se však nachází pouze v Au a v Heerbruggu.
Autobusová linka 302 společnosti RTB Rheintal Bus jezdí do Bernecku ze stanice Heerbrugg třikrát za hodinu. Společnost PostBus obsluhuje Berneck na lince 226 Heerbrugg–Heiden ve všední dny jednou za hodinu, o víkendu přibližně každou druhou. Železniční doprava obsluhuje Berneck přes železniční stanicí Heerbrugg. Pro leteckou dopravu jsou je nejbližší letiště St. Gallen-Altenrhein a Friedrichshafen v Německu.

## Zajímavost
Z Bernecku pochází Robert Federer, otec švýcarského tenisty Rogera Federera, který má v obci také trvalé bydliště.